# Charlotte Page
Charlotte Page (Staffordshire, 1967) è un'attrice teatrale e soprano britannica, nota soprattutto come interprete di musical teatrali.

## Biografia
Dopo essersi laureata all'Università per stranieri di Perugia e alla Royal Academy of Music, Page ha recitato in ruoli principali in dieci operette di Gilbert & Sullivan con la neo-ricostituita D'Oyly Carte Opera Company. Nel 1998 e 1999 ha interpretato Christine Daaé ne Il fantasma dell'Opera in scena all'His Majesty's Theatre del West End londinese. Nel 2007 ha interpretato Young Heidi in un concerto del musical Follies in scena al London Palladium con Imelda Staunton, in un ruolo che le diede l'opportunità di duettare con Dame Josephine Barstow.
Nel 2008 fu diretta da Trevor Nunn in un acclamato revival di A Little Night Music in scena alla Menier Chocolate Factory di Londra. Nel 2013 tornò a cantare in Follies, questa volta nel ruolo della protagonista Sally, nella prima produzione francese in scena al Teatro dell'Opera di Tolone; accanto a lei nel cast anche Liz Robertson, Fra Fee e Jérôme Pradon. Nel 2015 ha recitato per la terza volta in Follies, un allestimento semiscenico alla Royal Albert Hall con Christine Baranski, Betty Buckley, Alexander Hanson e Lorna Luft. Nel 2017 ha recitato nel tour britannico del musical La famiglia Addams.
È stata sposata due volte, nel 1999 con Joseph Shovelton e dal 2013 con Alistair McGowan.